# Каслание

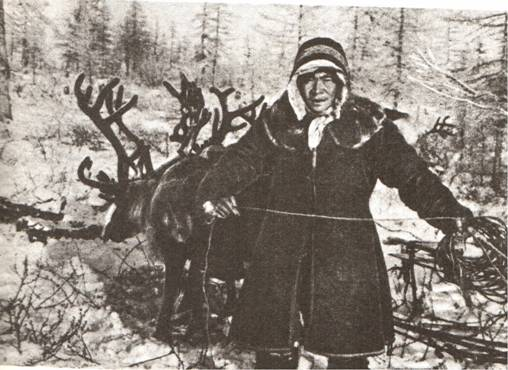
Долган-оленевод, начало XX века.

Каслание — перемещение оленьего стада с погонщиками (оленеводами).
Словарь В. И. Даля: Каслать — кочевать, перекочевывать.
На Севере России (Ямало-Ненецкий АО) слово каслание применяется также иносказательно: (пример) «Каслание» праздника День Оленевода.
Каслание — это перекочёвка не оленьего стада, а стойбища (бригады, семьи) оленеводов. Стадо в это время может и не перекочёвывать. Но ритм и продолжительность перекочёвок стойбища определяется состоянием оленьих пастбищ, их способностью прокормить животных. Как только эта способность утрачивается, возникает необходимость в смене пастбищ и, следовательно, в каслании.